# Louquinho
"Louquinho" é uma canção do cantor brasileiro Jão. Jão escreveu a canção com Pedro Tófani e produziu com Los Brasileiros. Foi lançada em 11 de julho de 2019, através da Head Music e Universal Music. Originalmente destinada a ser o primeiro single do segundo álbum de estúdio de Jão, a canção foi posteriormente descartada e substituída por "Enquanto Me Beija".

## Vídeo musical
Jão lançou o clipe no mesmo dia do single. O vídeo, dirigido por Pedro Tófani, o artista aparece lutando contra vários oponentes, tudo isso enquanto canta, dança e toca guitarra ao lado de duas backing vocals.

## Apresentações ao vivo
Jão apresentou a música ao vivo no Encontro com Fátima Bernardes.

## Certificações
| Região                                                        | Certificação | Vendas  |
| ------------------------------------------------------------- | ------------ | ------- |
| Brasil (Pro-Música Brasil)                                    | Platina      | 80.000‡ |
| ‡ vendas+valores de streaming baseados apenas na certificação |              |         |

## Histórico de lançamento
| Região | Data                | Formato                    | Gravadora            | Ref.  |
| ------ | ------------------- | -------------------------- | -------------------- | ----- |
| Mundo  | 11 de julho de 2019 | Download digital streaming | Head Music Universal | [ 9 ] |